# Ford Iosis X
El Ford Iosis X es un prototipo de automóvil Todoterreno desarrollado por la compañía Ford y presentado en el salón del automóvil de paris de 2006. 
El Ford Kuga está basado en esta prototipo. 

## Características
Posee focos LED. Tiene puertas tipo suicidio, es decir inversas y cuatro asientos independientes. La palanca de cambios está en el tablero.

## Galería

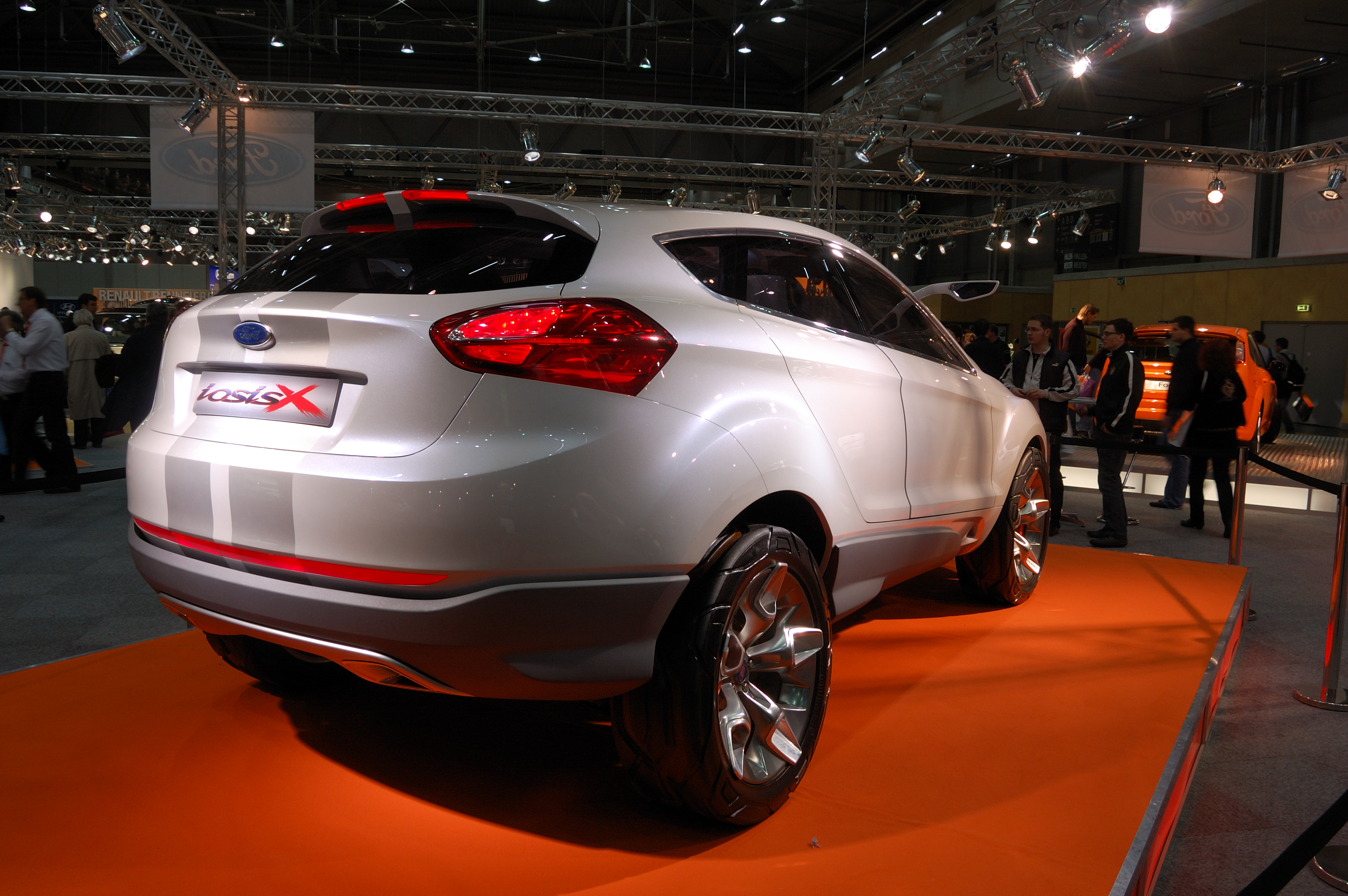
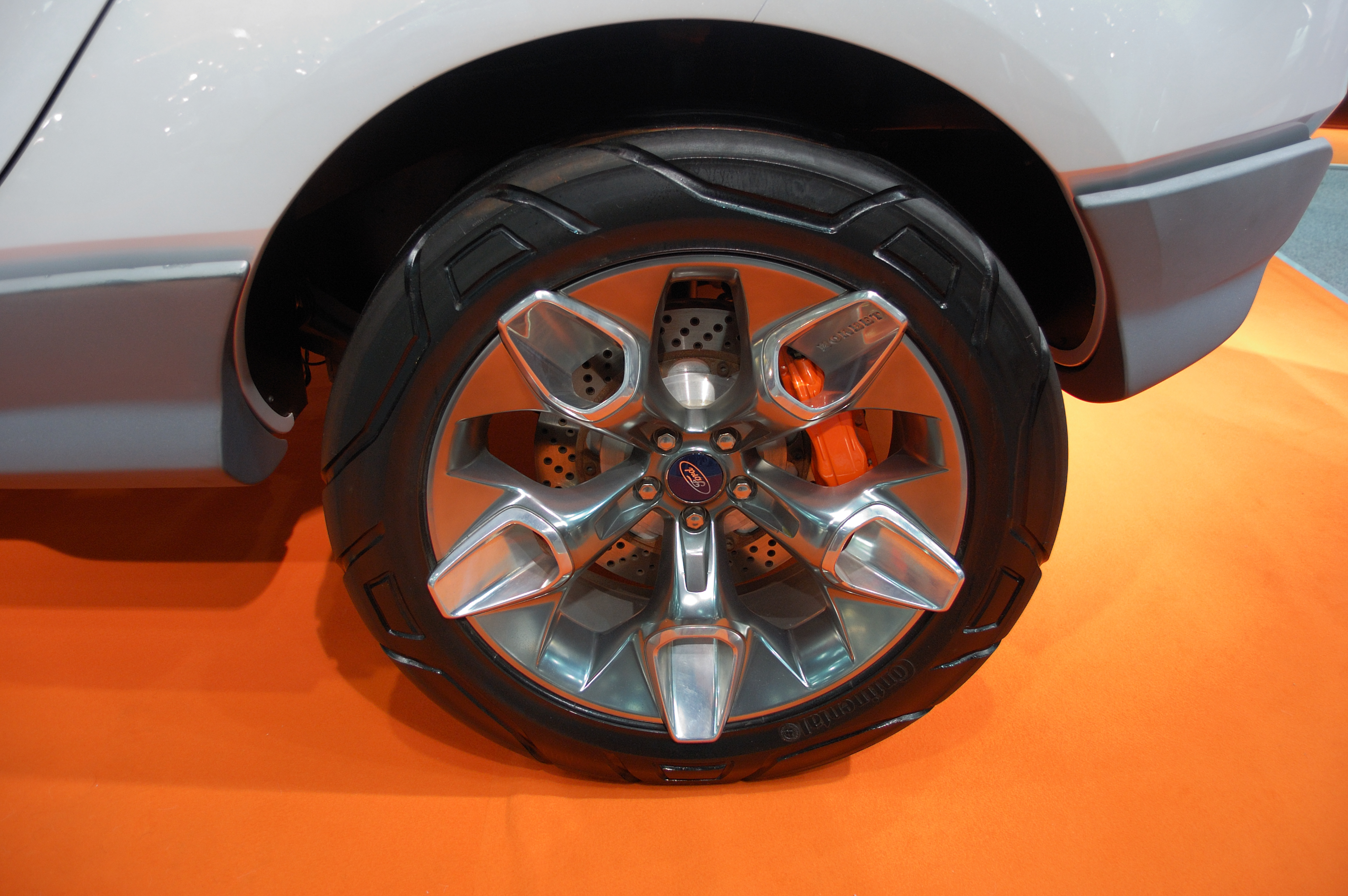
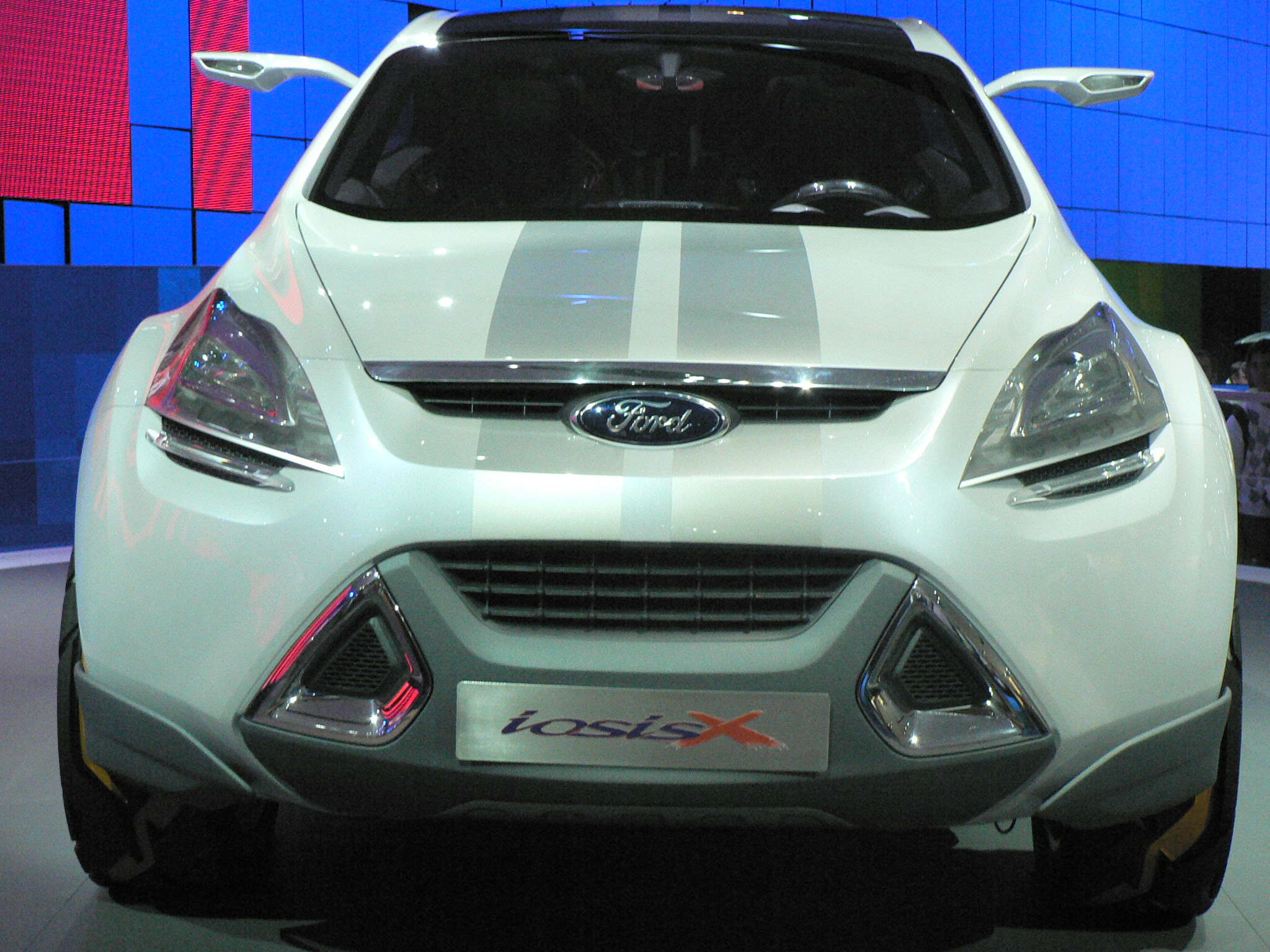
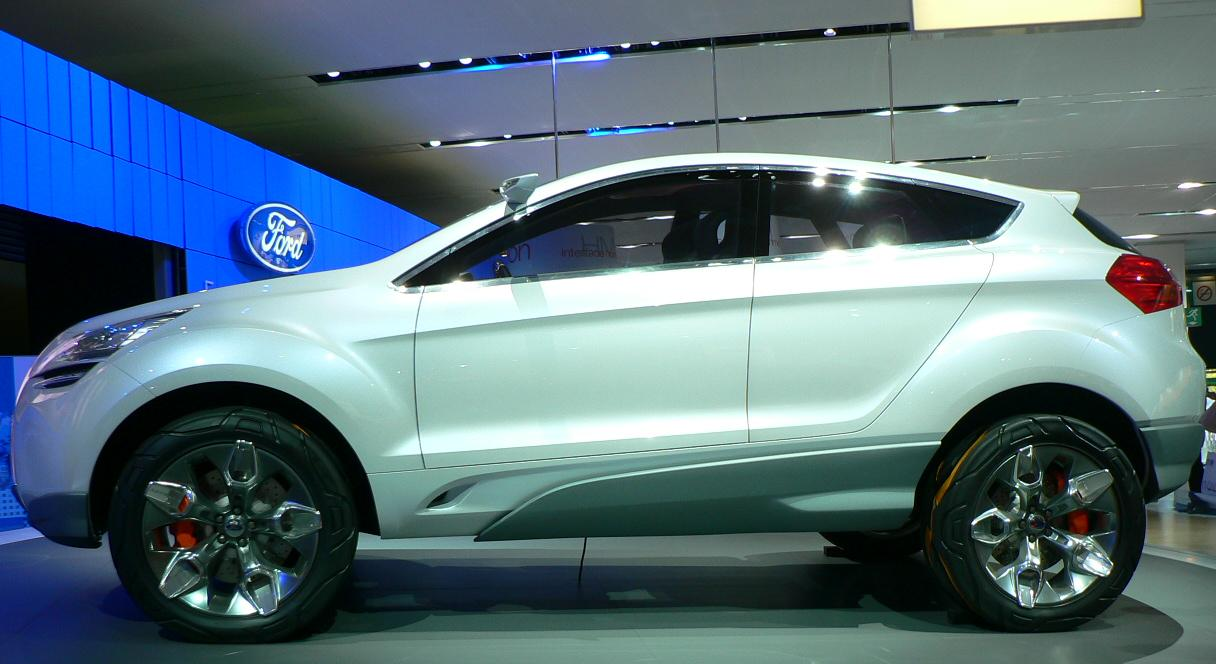